# Rivière Vachon
Der Rivière Vachon ist ein 266 km langer linker Nebenfluss des Rivière Arnaud im Norden der Ungava-Halbinsel in der kanadischen Provinz Québec.

## Flusslauf
Der Rivière Vachon entspringt dem im Parc national des Pingualuit gelegenen See Lac Manarsulik. Der Fluss fließt in überwiegend südöstlicher Richtung durch den Nordostteil der Ungava-Halbinsel und mündet schließlich in den Unterlauf des Rivière Arnaud. Das Einzugsgebiet des Rivière Vachon umfasst 10.400 km². Wichtige Nebenflüsse sind Rivière Kimber und Rivière Trant von links sowie Rivière Leridon und Rivière Lestage von rechts.